# Grenade-sur-l'Adour
Grenade-sur-l'Adour är en kommun i departementet Landes i regionen Nouvelle-Aquitaine i sydvästra Frankrike. Kommunen ligger i kantonen Grenade-sur-l'Adour som tillhör arrondissementet Mont-de-Marsan. År 2022 hade Grenade-sur-l'Adour 2 414 invånare.

## Befolkningsutveckling
Antalet invånare i kommunen Grenade-sur-l'Adour
Referens:INSEE